# Carlos Ramón Hidalgo
Carlos Ramón Hidalgo Ortega (Guayaquil, 9 febbraio 1979) è un ex calciatore ecuadoriano, di ruolo centrocampista.

## Carriera

### Club
Carlos Hidalgo ha iniziato a giocare in patria tra le file dell'Emelec nel 1996 e con cui è rimasto per otto stagioni prima di passare Deportivo Cuenca e al Deportivo Quito. Resta in ognuna di queste due squadre solamente una stagione, si trasferisce poi all'El Nacional, al Barcelona Guayaquil, al Manta e, per finire, al Portoviejo, con cui chiude la carriera nel 2011.

### Nazionale
Ha giocato in totale quattro partite in Nazionale ecuadoriana, comprese tra il 2002 e il 2008. Ha fatto anche parte della selezione che ha partiecipato alla CONCACAF Gold Cup 2002 negli Stati Uniti.

## Palmarès
- Primera Categoría Serie A: 4

Emelec: 2001, 2002
Deportivo Cuenca: 2004
El Nacional: 2006